# 威克斯維爾 (蒙大拿州)
威克斯維爾（英語：Weeksville）是位於美國蒙大拿州桑德斯縣的普查規定居民點。

## 人口
根據2020年美國人口普查的數據，威克斯維爾的面積為7.54平方千米，皆為陸地。當地共有人口81人，而人口密度為每平方千米10.74人。